# Петровский, Николай Фёдорович
Николай Фёдорович Петровский (1837—1908) — русский дипломат, археолог, историк, востоковед и исследователь Средней Азии. Наиболее известен период его деятельности как консула Российской империи в Кашгаре (1882—1903), во время которого он собрал немало ценных материалов по истории и археологии региона. Один из видных деятелей «большой игры» в Средней Азии, активно противодействовал усилению британского политического влияния в Кашгаре.

## Биография
Родился в семье военного. Образование получил во 2-м Московском кадетском корпусе, из которого был выпущен в 1858 году поручиком в Астраханский гренадерский полк, а в 1859 году в качестве преподавателя русского языка прикомандирован к Александринскому сиротскому кадетскому корпусу. С 9 января 1861 года «по домашним обстоятельствам» вышел в отставку в чине штабс-капитана.
Был арестован 16 июля 1862 года по обвинению в связях с «лондонскими пропагандистами», заключён в Петропавловскую крепость. В Алексеевском равелине он пробыл до 9 декабря 1863 года, когда был выпущен на поруки своего друга земского деятеля Дмитрия Дмитриевича Дашкова. Был приговорён 30 марта 1865 года к году тюремного заключения, однако пребывание под арестом во время следствия ему зачли как наказание.
В 1865 году он женился и поступил на службу в Государственный контроль. В 1870 году он был назначен агентом Министерства финансов в Туркестанском генерал-губернаторстве и направлен в Ташкент; ему был поручен сбор сведений о состоянии торговли и промышленности в этом отдаленном крае. В 1872 году Петровский ездил в тогда ещё малодоступный Бухарский эмират и опубликовал описание своего путешествия (Моя поездка в Бухару. Путевые наблюдения и заметки // Вестник Европы. — 1873. Т. II. Кн. 3. — С. 209—248). В январе 1874 года он, находясь тогда в отпуске в Санкт-Петербурге, собирался вернуться в Ташкент через Индию, Афганистан и Бухару, с целью собрать сведения «об условиях индо-бухарской торговли», но поездка эта не состоялась. В том же 1874 году Петровским был составлен отчёт «Шелководство и шелкомотание в Средней Азии…». В октябре-декабре 1878 года Н. Ф. Петровский, исследуя положение русской торговли в Закавказском крае, Персии и в отвоеванных у Турции областях, побывал в Тифлисе, Батуме, Поти и Карсе.
В 1880 году он был командирован в распоряжение сенатора И. И. Шамшина для ревизии Саратовской и Самарской губерний.
В 1882 году Петровский перешёл на дипломатическую службу и 1 июня, по его просьбе, был назначен консулом в Кашгар (Китай, провинция Синьцзян); 31 июля 1884 года он был произведён в действительные статские советники. В 1886 году его консульская деятельность была отмечена Туркестанским генерал-губернатором и он получил звание Генерального консула.
По состоянию здоровья Н. Ф. Петровский вышел в отставку в 1903 году и последние годы жизни провёл в Ташкенте.
Петровский много сделал для усиления русского политического и торгового влияния в Кашгарии. Принимал непосредственное участие в разрешении «памирского» (1891—1895) и «сарыкольского» (1900—1901) кризисов в англо-русских отношениях. Обеспечивал дипломатическое прикрытие занятия русскими войсками Памира.
Петровским была заложена основа разведывательной деятельности с привлечением агентов из местного населения, которые действовали в Кашгарии, афганском Бадахшане, пригиндукушских княжествах. При Петровском в Кашгаре стала действовать постоянная резидентура русской военной разведки (1900—1906), которая состояла из прикомандированных к русскому консульству офицеров Генерального штаба. Первым таким офицером стал Генерального штаба капитан Л. Г. Корнилов, который провел в Кашгаре полтора года.
Петровский оказывал большое содействие российским и европейским путешественникам по Кашгарии и сопредельным территориям. Был лично знаком и находился в переписке с Н. М. Пржевальским, Б. Л. Громбчевским, Г. Е. Грумм-Гржимайло, Свеном Гедином, Аурелом Стайном, Фрэнсисом Янгхазбандом и др. Действительный член ИРГО и его туркестанского отдела, почетный член шведского и германского географических обществ.
Петровский стал одним из первых исследователей древних цивилизаций на трассах Шелкового пути, древностей Синьцзяна. В 1891 году, по предложению С. Ф. Ольденбурга, Восточное отделение Императорского Русского археологического общества запросило Петровского о наличии буддистских памятников в Кашгаре и поставило вопрос о научной экспедиции в Центральную Азию, идею которой консул «горячо поддержал». В 1892—1893 гг. Петровский переслал Ольденбургу свыше 100 листов и фрагментов рукописей, приобретённых у местных жителей в Куче, Курле и Аксу. Результатом этой многолетней деятельности Н. Ф. Петровского стали богатые коллекции древностей и восточных рукописей, которые сегодня хранятся в фондах Государственного Эрмитажа и ИВР РАН. Петровский состоял почётным членом Императорского археологического общества и Туркестанского кружка любителей археологии. Оказал большое содействие британскому археологу Аурелу Стайну в вывозе из Кашгара через Россию богатейшей археологической коллекции, составляющей сегодня гордость Британского музея.
Петровскому принадлежит значительное число научных работ по истории, географии и археологии Средней Азии и Кашгарии. Им была собрана богатейшая востоковедная библиотека, которая после его смерти по инициативе туркестанского генерал-губернатора генерал-лейтенанта Самсонова была выкуплена у наследников и оставлена в Туркестанском крае. Петровским были составлены две карты Восточного Туркестана, которые хранятся в рукописном отделе ИВР РАН.
Богатое эпистолярное наследие Петровского оказалось разрозненным между архивами Москвы, Санкт-Петербурга и Ташкента.
Личный фонд Петровского хранится в Архиве востоковедов Института восточных рукописей РАН (Ф. 43). Переписка Петровского со многими видными российскими общественными деятелями, военными и учеными была издана Российской академией наук в 2010 году.
Был женат на Софье Алексеевне Сахновской (1836—?).